# Guerra bianca (film)
Guerra bianca (Employees' Entrance) è un film del 1933 diretto da Roy Del Ruth, basato su una piéce di David Boehm.
Nel 2019, la Biblioteca del Congresso ha inserito il film nel National Film Registry per il suo valore "culturale, storico o estetico".